# Pabillonis
Pabillonis – miejscowość i gmina we Włoszech, w regionie Sardynia, w prowincji Sud Sardegna.
Według danych na rok 2004 gminę zamieszkiwały 3042 osoby, 82,2 os./km². Graniczy z Gonnosfanadiga, Guspini, Mogoro, San Gavino Monreale, San Nicolò d’Arcidano i Sardara.